# Gouyave
Gouyave är en stad och huvudort i parish Saint John i Grenada. Det ligger på västkusten. Staden har 3 378 invånare och är den näst största kommunen i Grenada.